# 定窯白瓷嬰兒枕

## 介紹
北宋白瓷嬰兒枕這件做品，嬰孩伏臥榻上的白瓷枕展現了定窯瓷器在塑形及裝飾上的高超技術。定窯燒製的作品以白瓷為主，成型工藝精良，釉質細潤光滑，釉色白中帶微黃，裝飾技法有淺劃、深刻、印花等。本件嬰兒枕的釉色牙白溫潤，頭部與身體分別由左右合模相接後，並將身、首接合，再剔刻面容。同時，充分發揮定窯不同的裝飾技巧，長衣下擺的朵花、背心上的球形紋以及榻座上雲螭紋是以模印技法呈現，後背則刻以纏枝牡丹，印花紋樣清晰，刻花線條流暢，二者搭配自如得宜。另外，底部刻有御製詩一首，可以發現乾隆皇帝將此類比為警枕，不僅警惕自勵自己宵旰勤勞，配合其他詠定窯孩兒枕御製詩來看，顯示出期盼如武丁於夢中尋到輔國賢臣的意圖。

## 乾隆皇與嬰兒枕
乾隆三十六年至四十一年間，收集了十一個定瓷娃娃枕，其中便包含了本作與另外兩件相似作品。乾隆皇帝得到這些娃娃枕後，為它們特別訂製錦墊與「紫檀木羅漢床」，由乾隆丙申（乾隆四十一年）一首〈詠定窑娃娃枕〉中：「檀材新與臥為床」足見此娃娃枕伏臥於羅漢床上之景象，但之後本作品的台座遺失並未留存下來。
此外，乾隆皇帝在乾隆三十七年至四十一年的五年間，創作了十來首定瓷娃娃枕的吟詠詩句，其中，本作品更是同類型三個嬰兒枕中，唯一底部刻有御製詩銘者，於乾隆癸巳（乾隆三十八年）閏三月時的題詩一首：北宋出精陶，曲肱代枕高，錦綳圍處妥，繡榻卧還牢。彼此同一夢，蝶莊且自豪，警眠常送響，底用擲籤勞。並有「會心不遠」、「德充符」二鈐印。這篇清高宗御製詩文，點出製作時代為北宋、特色以及功能，最後兩句分別藉吳越國武肅王錢鏐和魏晉南北朝陳武帝，隱喻嬰兒枕為前朝君主的頸枕，期勉自己兢兢業業、珍惜光陰。
至於嬰兒枕在清宮中的功能，從將娃娃枕配座搭墊，且皇帝及群臣題詠的詩詞環繞的典藏方式推測，除了帶有生男丁的寓意外，可能是帶著皇帝自我期許的宮中陳設，換言之，乾隆皇將娃娃枕投射到了：居安思危、夢回治世，甚至是欲得能臣使國家長治久安這類理想上，而作為擺飾品收藏於乾隆皇帝的清宮中。

## 功用
此嬰兒枕應為日常生活所用的瓷枕。瓷枕的出現可追溯到隋唐時代，起初作為冥器之用，後漸漸走入日常生活中，作為夏季使用寢具或中醫所用的脈枕。到了唐代，瓷枕逐漸流行，常見有三彩、褐釉、黑釉、長沙銅官窯等釉色。到了宋代，瓷枕流行到達繁盛期，且走入民間百姓的生活中，舉凡：造型、器型、裝飾技法等，皆比前朝來的多樣豐富。以造型而言，宋代瓷枕種類繁多，包括常見的幾何型，到後來的獸型枕、人物枕等。以紋飾而言，宋代瓷枕花紋多彩細緻，大量運用：刻、劃、剔、印、雕塑等技法，無一不顯露出表現力與藝術性，而其裝飾與造型，幾乎都已含有寓意者為取，可以反映出當時社會的文化、習俗、流行等面向。以白瓷嬰兒枕為例：其男童造型，取多子多孫或宜男丁的吉祥意涵，同時將模印、刻畫等技巧，自然的融合於一體，形成這一細緻又不失情趣的作品，實為宋代瓷器之佳作。

## 相似作品

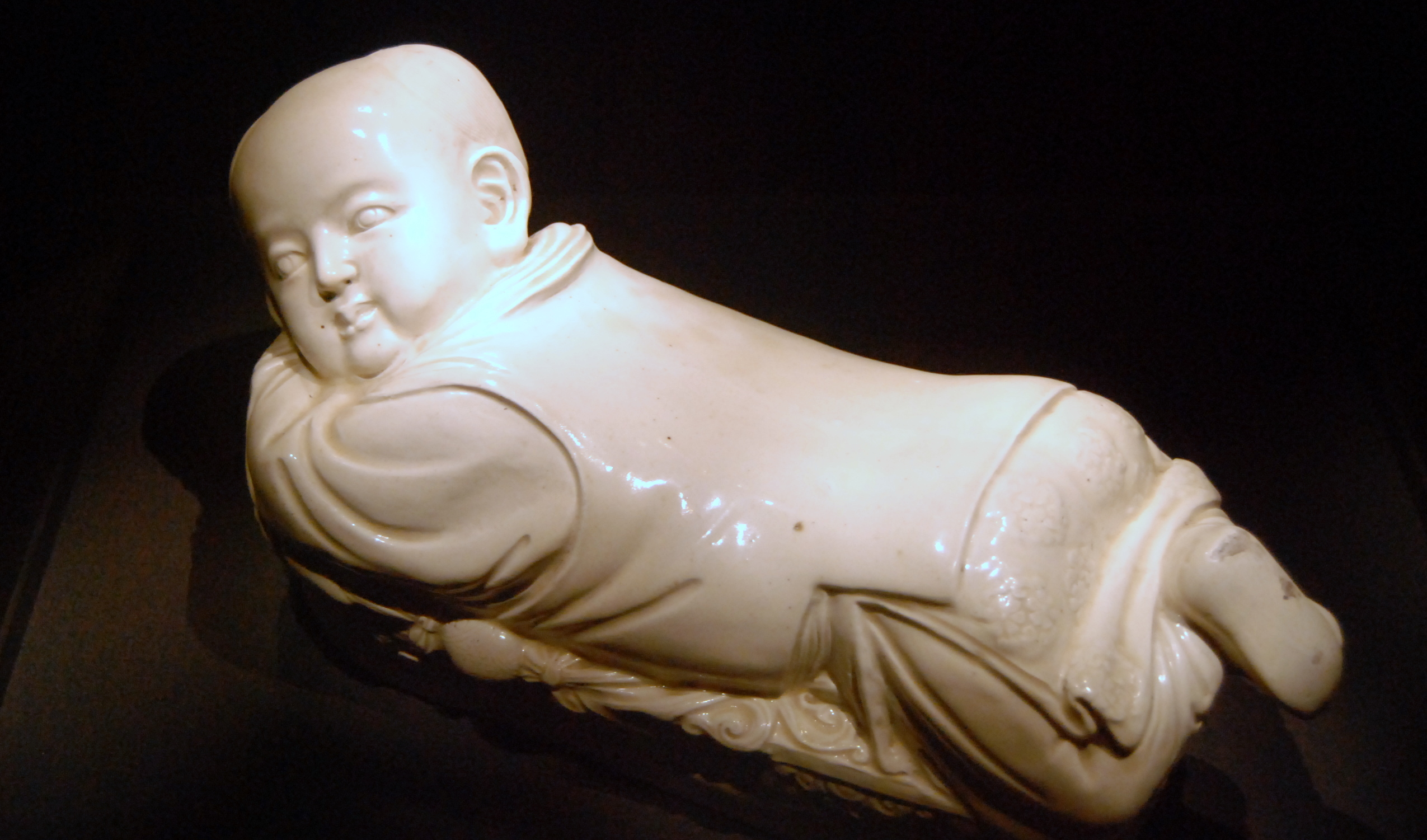
定窑白釉孩儿枕，北京故宫博物院藏

相似作品傳世有三件，其中兩件藏於台北國立故宮博物院，另一件則藏於北京故宮博物院中。
收藏於台北國立故宮博物院的另一件白瓷嬰兒枕，作品時代應較本件嬰兒枕晚：北宋至金（西元1101─1200），為定窯系瓷枕，尺寸較小。其胎質較為粗糙，釉色更為灰黃且有多處開裂，表面有污漬附著，疑因燒造窯溫控制不當而造成。和本件作品主體造型大致相同，但應非同一模子印出的，紋飾以模印為主：背心刻劃纏枝四季花紋與雙鉤寬卷草邊，長衫衣襬模印雙花組成的團花紋，壺門光素，底座上僅以雲紋不以螭龍簡單刻劃。本作品整體型制較為規整簡單，但仍不減其神韻。此枕除人物腰凹處可為枕外，應也呈現雕塑綵裝節慶用物風格。
收藏於北京故宮博物院中的白瓷嬰兒枕，造型和具有乾隆詩作的作品造型相同，釉色瑩白，裝飾同樣精美，不同的是背心前襟並無毬形錦紋，後背也無刻劃纏枝牡丹，整體呈現溫潤素淨風貌。

## 衍生作品
影視作品：
- 《國寶總動員》